# Francesco Toldo
Pour les articles homonymes, voir Toldo.
Francesco Toldo, né le 2 décembre 1971 à Padoue en Italie, est un footballeur international italien, évoluant au poste de gardien de but.
Toldo est principalement connu pour avoir gardé la cage de la Fiorentina et de l'Inter Milan, où il a joué durant la majorité de sa carrière. Il a aussi joué pour l'équipe nationale d'Italie, avec laquelle il est titulaire lors de l'Euro 2000.

## Biographie

### En club
Francesco Toldo commence le football à l’US Maria Ausiliatrice. Il est joueur de champ avant de devenir gardien à l'âge de 14 ans, il est repéré par le Montebelluna peu de temps après. Il rejoint le Milan AC à 17 ans à la suite d'excellentes prestations, sa vie change littéralement, il ne voit plus autant sa famille mais vit au quotidien avec les joueurs de Milan, ce qui lui permet de progresser énormément.
Il part en prêt en 1989 à l'Hellas Verona en Serie B où il est troisième gardien. La saison suivante, il rejoint le club de Trento toujours en prêt mais en Serie C2 (4edivision). Il dispute notamment un grand match contre le Ravenne Calcio qui l’achète en copropriété avec le Milan. Pendant la saison 1992/1993, Toldo joue en Serie C1 avec comme entraineur Francesco Guidolin, c’est une très belle année pour Ravenna puisqu’ils réussissent à monter en Serie B à l’issue de la saison.
La saison suivante, la Fiorentina alors en Serie B rachète la moitié du gardien au Ravenne Calcio. Avec Claudio Ranieri sur le banc, Francesco Toldo et la Fiorentina réussissent à se hisser en Serie A. Il y débutera le 12 septembre 1994 contre Cagliari et devient rapidement une valeur sûre de la Viola et un des préférés des tifosi.
Sous la gestion de Claudio Ranieri, Toldo remportera la Coupe d’Italie et la Supercoupe lors de la saison 1995-1996.
Toldo remporte bien une autre coupe d'Italie lors de la saison 2000-2001, s'imposant en finale lors de la double confrontation face à Parme (0-1 à l'aller et 1-1 au retour). Mais la belle période de la Fiorentina ne dure pas, les difficultés financières du club se font de plus en plus sentir et le club toscan se voit contraint de céder ses joyaux. Francesco Toldo devait initialement être vendu au Barça puis à Parma mais les modalités de paiement ne satisfaisant pas la Fiorentina, il est transféré à l’Inter Milan.
Francesco Toldo arrive à l’Inter à l'été 2001 pour une somme avoisinant les 20 millions d’euros. Il débute sous les ordres de Héctor Cúper, pour une saison qui sera positive jusqu’à la perte du titre de champion lors de la dernière journée, la Juventus Turin étant sacrée. 
Il remporte enfin des titres avec l’Inter après quelques saisons, d’abord la Coupe d’Italie 2005, puis le doublé Supercoupe-Coupe en 2006 ainsi que le Scudetto 2006 après le jugement de l’affaire Calciopoli. Francesco Toldo est le titulaire indiscutable de l’Inter jusqu’au début de la saison 2005/2006 où Julio César lui sera préféré par Roberto Mancini.
Beaucoup de supporters de l’Inter se souviennent de lui notamment pour la prestation 5 étoiles face au Valence CF en quarts de finale de la Champions League 2002/2003 ou encore pour sa participation au but face à la Juventus de Turin en toute fin de match lors de cette même saison. Toldo obtiendra sa plus grande satisfaction footballistique avec le Scudetto de l’Inter lors de la saison 2006-2007. 
Il prend sa retraite au terme de la saison 2009-2010 durant laquelle il n'a joué aucun match de championnat. Son dernier match en professionnel a lieu le 3 février 2010, à l'occasion d'une demi-finale de coupe d'Italie contre son ancien club, l'ACF Fiorentina, où il est titularisé et l'Inter s'impose (1-0 score final).

### En sélection
Grâce à ses excellentes performances avec la Fiorentina, Toldo est appelé en fin de saison 1993-1994 en équipe espoirs d'Italie pour disputer le championnat d'Europe. Après être parti en tant que remplaçant, il réussit à prendre le poste de titulaire et à mener l’Italie jusqu’à la victoire. Par la suite, il est appelé par Arrigo Sacchi pour pallier l’absence de Angelo Peruzzi avec l’équipe A. Il prend la relève de Luca Bucci, expulsé en première mi-temps et fait donc ses débuts avec la Squadra Azzurra le 8 octobre 1995 face à la Croatie.
Il est récompensé de sa saison 1995-1996 avec une convocation à l’Euro 1996 comme deuxième gardien. Il devient ensuite la doublure de Gianluca Pagliuca en sélection.
C’est durant l’été 2000 que le monde du football va connaitre le natif de Padoue, il devait être remplaçant lors de l’Euro 2000 mais la blessure de Gianluigi Buffon quelques jours avant le début de la compétition le promeut titulaire. Toldo réalise un Euro presque parfait, il atteint le sommet de son art face aux hôtes hollandais en demi-finale, arrêtant un penalty durant le match et deux lors de la séance des tirs au but. En finale, il passera à 13 secondes d’un titre de champion d’Europe contre la France. 
Il redevient la doublure de Buffon pour la Coupe du monde 2002 puis à l’Euro 2004. Après cette compétition, il décide de mettre un terme à sa carrière internationale et totalise un bilan de 28 sélections pour 15 buts encaissés.

## Palmarès

### En club
- Vainqueur de la Ligue des Champions en 2010 avec l'Inter Milan
- Champion d'Italie en 2006, en 2007, en 2008, en 2009 et en 2010 avec l'Inter Milan
- Vainqueur de la Coupe d'Italie en 1996 et en 2001 avec l'ACF Fiorentina et en 2005, en 2006 et en 2010 avec l'Inter Milan
- Vainqueur de la Supercoupe d'Italie en 1996 avec l'ACF Fiorentina et en 2005 avec l'Inter Milan

### En Équipe d'Italie
- 28 sélections entre 1995 et 2004
- Champion d'Europe espoirs en 1994 avec les Espoirs
- Participation au Championnat d'Europe des Nations en 2000 (Finaliste)

### Distinctions individuelles
- Élu meilleur gardien de Serie A en 2000
- Nommé dans l'équipe type de l'Euro 2000